# (46596) Tobata
(46596) Tobata est un astéroïde de la ceinture principale.

## Description
(46596) Tobata est un astéroïde de la ceinture principale. Il fut découvert le 16 janvier 1993 à Geisei par Tsutomu Seki. Il présente une orbite caractérisée par un demi-grand axe de 2,33 UA, une excentricité de 0,14 et une inclinaison de 6,9° par rapport à l'écliptique.

## Compléments